# Adolfo Silenzi de Stagni
Adolfo Silenzi de Stagni (Buenos Aires, 21 de noviembre de 1914 - 20 de agosto de 1996) fue un abogado, escritor, funcionario público y docente universitario argentino, destacado por el impulso a la producción nacional de petróleo. Ejerció brevemente como interventor federal de facto de la Provincia de Tucumán en 1944.

## Biografía
Estudió en la Universidad de Buenos Aires, egresando en el año 1935, participando en el Seminario de Ciencias Jurídicas y Sociales de la Facultad
de Derecho y Ciencias Sociales, un centro de investigaciones en ciencias jurídicas, políticas y económicas de esa universidad. Marchó al Reino Unido para doctorarse en la Universidad de Oxford en 1940 con una tesis denominada "Propiedad de las minas".
De regreso a su país fue docente en la Universidad de Buenos Aires, en las facultades de Derecho y de Ciencias Económicas. Simultáneamente fue abogado de la Comisión Nacional de Coordinación de Transportes y asesor del Ministerio de Obras Públicas de la Nación en la concesión del puerto de Rosario.
En 1944 fue primeramente ministro de gobierno de la intervención federal de facto de la provincia de Tucumán, y en 1944 fue nombrado interventor titular. Durante su gestión se provincializaron todos los servicios públicos de electricidad y de tranvías, dependiente hasta ese momento de una empresa multinacional. Fue posteriormente subsecretario de Instrucción Pública de la Nación y gerente de la Dirección General del Impuesto a los Réditos.
Durante la presidencia de Juan Domingo Perón fue enviado por el gobierno a Europa para estudiar el régimen de los ferrocarriles estatales, poco antes de la nacionalización de los ferrocarriles británicos. Fue profesor titular de Economía y Organización de los Transportes y posteriormente director del Instituto de Derecho Agrario y Minero. Desaconsejó enérgicamente la firma del contrato que firmó el presidente Perón con la Standard Oil de California.
Fue separado de sus cátedras en la Universidad de Buenos Aires durante la dictadura que sucedió al derrocamiento de Perón; en 1957 fundó el Centro de Estudios General Mosconi, para defender el monopolio de YPF en la producción y comercialización del petróleo y sus derivados. A año siguiente, durante la presidencia de Arturo Frondizi fue nombrado profesor titular de Derecho de Minería y Energía en la Facultad de Ciencias Jurídicas de la La Plata. En esos años se destacó como un activo opositor contra los contratos petroleros con empresas extranjeras, polemizando con dirigentes oficialistas e ideólogos liberales, llegando a batirse en duelo en defensa de sus ideas. A principios de la presidencia de Arturo Illia participó en la Comisión Investigadora del Petróleo, creada por la Cámara de Diputados de la Nación, que aconsejó la anulación de los contratos petroleros de Frondizi, que fue decretada por el presidente. Fue también opositor a la nueva ley de hidrocarburos sancionada por la dictadura de Juan Carlos Onganía, que facilitaba nuevos contratos con empresas extranjeras.
Se opuso a la política de vaciamiento de YPF durante el Proceso de Reorganización Nacional, publicando numerosos artículos en revistas especializadas y generalistas en esa época. Durante el gobierno de Carlos Menem se opuso a la privatización de YPF. En esta oportunidad, su prédica no tuvo eco en la prensa argentina, de modo que aceptó la designación de profesor consulto en la Universidad Nacional de La Plata y en la Facultad de Derecho y Ciencias Sociales y Políticas de la Universidad Mayor de San Simón, en Cochabamba, Bolivia.
Falleció en Buenos Aires en agosto de 1996.

## Obra escrita
- El Banco Central y la circulación monetaria (1939)
- La minería en América; en especial en relación con el cobre, estaño, plomo y wolfram (1940)
- Jurisprudencia minera (1950)
- El petróleo argentino (1955)
- El nuevo derecho del mar (1976)
- Soberanía y petróleo (1978)
- Las Malvinas y el petróleo Vol. I (1981)
- Claves para una política petrolera nacional - El vaciamiento de YPF (1983)
- Las Malvinas y el petróleo Vol. II (1983)
- Repertorio de jurisprudencia minera (1985)